# Димитър Филипов (икономист)
Димитър Владимиров Филипов е български икономист и журналист-международник в БТА (до 1964), професор и ректор на Великотърновския университет (1971 - 1979), преподавател в Софийския университет и УНСС, заместник-председател на Комитета по култура (1980 - 1983) и директор на Института по култура към Комитета по култура. 

## Биография
Роден е на 25 декември 1932 г. в с. Левски, Пазарджишка област. Завършва Държавна търговската гимназия във Велико Търново, а след това Висшия финансово-стопански институт в гр. Свищов.

### Професионален живот
Димитър Филипов работи първоначално като журналист в БТА: кореспондент за Великотърновски окръг, редактор в Международна редакция на БТА – София и кореспондент на БТА за Западна Африка в Акра, Гана (1962 – 1964 г.).
От 1965 г. е редовен аспирант към ВФСИ – Свищов по народностопанско планиране и успешно защитава докторска (PhD) дисертация през 1966 г. на тема „Перспективи за планиране в развиващите се страни“.
От 1965 г. е хоноруван преподавател по Политическа икономия във Великотърновския университет „Св. св. Кирил и Методий“, а от 1967 г. - редовен преподавател, доцент (1968) и професор (1971). От 1971 г. до 1979 г. е ректор на Великотърновския университет.
В 1969 г. е избран за старши научен сътрудник в Център за Азия и Африка на БАН. В 1976 г. защитава докторска дисертация на тема „Научно-техническата революция и социалния прогрес“ за научна степен „доктор на икономическите науки“ в Москва в Института за международна икономика и международни отношения на Академията на науките на СССР.
От 1980 г. до 1983 г. е заместник-председател на Комитета по култура, а от 1983 г. до 1989 г.е Директор на Института по култура към Комитета по култура и БАН. От 1980 до 1990 г. Димитър Филипов е редовен професор-съвместител в Софийски университет.
От 1990 г. Димитър Филипов работи като редовен професор в Университета за национално и световно стопанство – София до пенсионирането си през 1999 г., след което продължава да чете лекции в УНСС като хоноруван професор. От 1996 г. до 1998 г. е заместник-ректор на Славянски университет – София.
От 1999 г. до кончината си през 2007 г. Димитър Филипов е редовен професор във Варненски свободен университет „Черноризец Храбър“ и последователно е декан и директор на университетската структура на ВСУ в Смолян. Бил е главен редактор на списанията „Проблеми на културата“, „Човек, Еволюция, Космос“ и е инициатор за възстановяване на списание „Родопи“ в 2001 г., на което остава главен редактор до 2007 г.
Проф. Димитър Филипов е изнасял лекции по политическа икономия, теория на духовния живот, социални технологии, обществени комуникации, международни културни отношения, икономика на масмедиите, макро и микроикономика, европейска интеграция, европейски ценности, културология и др. Бил е член на специализирания научен съвет на ВАК по отраслова и фирмена икономика.
В музея на Великотърновският университет "Св. св. Кирил и Методий" е включена постояна експозиция, посветена на професионалната кариера на проф. Филипов.

### Научно творчество
Научното творчество на проф. Димитър Филипов е многостранно и обемно, със значителни приноси за икономическата наука и обществознанието. Публикувал е 28 монографии, 6 монографии в съавторство и други 9 книги, както и около 200 студии и статии . Неговите публикации са в областта на икономическата теория, политическа икономия на културата, икономика на медиите и комуникациите, националните отношения, икономика на развиващите се страни, научно-техническата революция, глобализацията.
Проф. Димитър Филипов разработва нова икономическа теория – социална икономия, икономическа теория на живота. Той публикува три книги, посветени на тази проблематика : „Социална икономия. Икономическа теория на живота“, част I, II и III, излезли от печат съответно в 2003 г., 2004 г. и 2005 г., и доразвива концепцията в „Епоха на стратегии и социална трансформация“ (2006 г.).
Друга оригинална икономическа теория, определена от проф. Димитър Филипов като натурикономика, икономика на природата, е разработена като продължение и разширяване на предметната сфера на социалната икономика и като конкретизация на действието на икономическите закони, разглеждани вече като природо-икономически. Тя е представена главно в монографиите „Натурикономика“ (2007 г.)  и „Към Теория на Развитието“ (2009 г.) . Използвайки подхода на натурфилософията, проф. Димитър Филипов съсредоточава изследването върху конкретните взаимоотношения между обществото и природата в икономическата сфера, които за него са в единство и предполагат установяването на социоприроден синхрон с характер на симетрия между общество и природа в най-важната сфера на живота – икономиката.
В крупния монографичен труд „Теория на социалния живот“ (2006 г.)  проф. Димитър Филипов предлага цялостна своя нова теория за социалния живот, за характера и закономерните връзки на взаимодействие и взаимозависимост на основните сфери на жизнената дейност, сред които на преден план изтъква развитието на способностите на човека и обществото, използването на природния фактор, ролята на науката и технологиите и в техния контекст самото съдържание на икономическата практика и нейното отражение в икономическата теория. Обществото е разглеждано като функционална система с акцент върху ролята на духовното богатство и духовните сили.
Особено внимание проф. Димитър Филипов отделя на славянството в книгата си „Славянския свят“ (2004 г.) , която е и преведена на руски език (”Славянский мир, Санкт Петербург, 2007 г.), като изследва обстойно цивилизационни и формационни проблеми на славянството.
В поредица от монографични изследвания  проф. Димитър Филипов разработва цялостен модел за културата с главен акцент икономическа теория на културата. Това са множество студии и научни статии, публикувани през 80-те години, извънредно оригиналния труд „Красотата на живота“ (1981 г.), както и „Културата и съвременността“ (1990 г.), „Културата и икономическата теория“ (1996 г.), „Медийната революция. Икономическа теория на медиите“, претърпяла две издания в 1998 г. и в 2002 г., и най-вече „Културата и развитието. Социално-естетическа и икономическа теория“ (2005 г.).
В началото на научно-преподавателската си кариера Димитър Филипов разработва цялостен модел на икономическото и социално развитие на новоосвободените страни от Азия, Африка и Латинска Америка с пет основни труда , които сами по себе си говорят за обхвата на изследователската дейност: „Такава видях Африка“ (1967), „Планиране и икономическа политика в развиващите се страни“ (1968 г.), „Индустриализацията в развиващите се страни“ (1969 г.), „Неспокойна Африка“ (1972 г.), „Научно-техническата революция и развиващите се страни“ (1974 г.).
Проф. Димитър Филипов развива своя оригинална теория по националните отношения. Тя е разработена в две основни монографични изследвания : „За нацията“ (1987 г.) и „Българската нация. Възходи и драми“ (2000 г.) Той опонира на разпространеното по това време схващане за нацията като продукт на капитализма и защитава идеята, че нацията е цивилизационна, а не формационна структура, и че поради това нейното възникване се обуславя от формирането на основни исторически белези на всеобщност в условията на живота. В своето есе „Пътят на науката“  проф. Димитър Филипов изрично подчертава, че най-голямото предимство на България е високо интелигентната, просветена, талантлива и трудолюбива нация, с което България достойно ще заслужи мястото си в ЕС.

### Личен живот
През 1959 г. Димитър Филипов се жени за Надежда Георгиева Дечева, с която имат две дъщери Миглена (1960) и Боряна (1966).
Почива на 12 октомври 2007 г.